# Karel Oliva (polonista)
Karel Oliva (ur. 15 stycznia 1927 w Pradze, zm. 22 sierpnia 2005 tamże) – czeski językoznawca, polonista i leksykograf. Autor najobszerniejszego słownika polsko-czeskiego wydanego w Czechach i w Polsce.

## Życiorys
Studia z zakresu slawistyki ukończył na Wydziale Filozoficznym Uniwersytetu Karola w Pradze. Przez krótki okres (do 1951) był zatrudniony tamże. Później podejmował prace na różnych stanowiskach (Ołomuniec, Instytut Slawistyki, współpraca z Miloslavem Krbcem). W 1991 r. rozpoczął stałą pracę w Instytucie Języka Czeskiego Czeskiej Akademii Nauk, gdzie poświęcił się onomastyce (1976). Był inicjatorem (1972) i długoletnim organizatorem Olimpiady Języka Czeskiego.
Od lat 50 .koncentrował się na polonistyce. Współtwórca publikacji Polsko-český a česko-polský kapesní slovník (1959). Jego najważniejszym dziełem stał się jednak obszerny Polsko-český slovník, opracowany w latach siedemdziesiątych, ale wydany dopiero 20 lat później (1994/95).
Dzięki swojemu dorobkowi znacząco przyczynił się do rozwoju czeskiej polonistyki; do jego osiągnięć należy m.in. zapoczątkowanie Olimpiady Języka Czeskiego w roku 1973.

## Twórczość
- Hrátky s češtinou – jazyková a slohová cvičení, 1993, ISBN 80-04-25128-5.
- Polsko-český slovník. Díl 1, A–Ó, 1994, ISBN 80-200-0304-5.
- Polsko-český slovník. Díl 2, P–Ž, 1995, ISBN 80-200-0194-8.
- Polština pro samouky. Praha: SPN. 331 S. (1963, 1971 etc.)
- Hrátky s češtinou II., 2001, ISBN 80-85866-84-6.
- Retrográdní slovník k dílu Dr. Antonína Profouse „Místní jména v Čechách” 1-5. Část 1, Česká místní jména, 1976